# Caronno Varesino
Pour les articles homonymes, voir Caronno.
Caronno Varesino est une commune italienne de la province de Varèse en Lombardie.

## Toponyme
Appelée Caronno Ghiringhello jusqu'en 1940. 
Caronno se réfère au prénom féminin Carona, mais pourrait dériver du latin columnae (miliares): pierres de gué. 

## Administration
| Période                                  | Période     | Identité          | Étiquette | Qualité    |
| ---------------------------------------- | ----------- | ----------------- | --------- | ---------- |
| 14 juin 2004                             | 8 juin 2009 | Stefano Mattaboni | Lega Nord |            |
| 8 juin 2009                              | En cours    | Mario De Micheli  | Lega Nord | commerçant |
| Les données manquantes sont à compléter. |             |                   |           |            |

### Hameaux
Travaino, Stribiana, trenca, C.na Fornace, Palani, La Favorita, C.na Brughiera, C.na Mirasole, Rovedina, C.na Polla

### Communes limitrophes
| Castronno | Morazzone        | Castiglione Olona |
| Albizzate | Caronno Varesino | Gornate-Olona     |
|           | Solbiate Arno    | Carnago           |